# Gino Paro
Gino Paro (ur. 17 czerwca 1910 w Ponte di Piave, zm. 21 września 1988) – włoski duchowny rzymskokatolicki, arcybiskup, rektor Papieskiej Akademii Kościelnej i dyplomata papieski.

## Biografia
5 lipca 1936 otrzymał święcenia prezbiteriatu i został kapłanem diecezji Treviso.
31 sierpnia 1962 papież Jan XXIII mianował go rektorem Papieskiej Akademii Kościelnej oraz biskupem tytularnym diocaesareńskim. 7 października 1962 przyjął sakrę biskupią z rąk sekretarza stanu kard. Amleto Giovanniego Cicognaniego. Współkonsekratorami byli substytut sekretariatu stanu abp Angelo Dell’Acqua oraz biskup Treviso Antonio Mistrorigo.
Jako ojciec soborowy wziął udział w soborze watykańskim II.
5 maja 1969 papież Paweł VI mianował go delegatem apostolskim w Australii i Papui-Nowej Gwinei oraz arcybiskupem tytularnym torcellońskim. 5 marca lub 3 lipca 1973 w związku podniesieniem przedstawicielstwa papieskiego w Australii do rangi nuncjatury, abp Paro został pronuncjuszem apostolskim w Australii oraz delegatem apostolskim w Papui-Nowej Gwinei (w 1976 tytuł zmieniony na delegat apostolski w Papui-Nowej Gwinei i na Wyspach Salomona).
W Papui-Nowej Gwinei i na Wyspach Salomona reprezentował papieża do 1977, a w Australii do 10 czerwca 1978.